# Tp 45
Tp 45 — шведская малогабаритная универсальная торпеда калибра 400 мм, дальнейшее развитие торпед типа Tp 43. Спроектирована специально для действий на малых глубинах.

## История
Производство торпеды для шведских ВМС начато в 1993 году. С 2022 года в качестве замены Tp 45 на вооружение ВМС Швеции принята Torped 47.

## Конструкция
Калибр торпеды — 400 мм, длина — 2800 мм, масса взрывчатого вещества — 45 кг.
Корпус торпеды выполнен из алюминиевого сплава, а стабилизаторы, рули, винты противоположного вращения — из упрочнённого стеклопластика. Головная и хвостовая части торпед Tp 43 и Tp 45 имеют идентичную конструкцию. От Tp 43 отличается увеличенной длиной корпуса и рядом усовершенствований в системе самонаведения.